# Двумерный дисульфид молибдена
| Двумерный дисульфид молибдена | Двумерный дисульфид молибдена |
| Общие                         | Общие                         |
| ----------------------------- | ----------------------------- |
| Наименование                  | Двумерный дисульфид молибдена |
| Традиционные названия         | Монослой молибденита          |
| Методы получения              | Механическое расщепление      |
| Структура                     |                               |
| Кристаллическая структура     | Гексагональная решётка        |
| Постоянная решётки            | 0,316 нм                      |
| Химические свойства           |                               |
| Химическая формула            | MonS2n                        |
| Электронные свойства          |                               |
| Эффективная масса электронов  | 0,64 me                       |
| Эффективная масса дырок       | 0,48 me                       |
| Зонная структура              |                               |
| Проводящие свойства           | Полупроводник                 |
| Ширина запрещённой зоны       | 1.8 эВ                        |

Двумерный дисульфид молибдена — монослой молибденита отсоединённый от объёмного кристалла. Слой молибдена формирует гексагональную решётку аналогичную графеновой, а атомы серы расположены по обе стороны от слоя молибдена также формируя гексагональные решётки. Кристалл относится к классу халькогенидов переходных металлов формирующих многочисленную группу двумерных кристаллов. Один из двух халькогенидов переходных металлов (WS2), которые можно получить из природных минералов. Двумерный дисульфид молибдена в отличие от трёхмерного кристалла — прямозонный полупроводник. В отличие от графена, наличие запрещённой зоны позволяет рассматривать двумерный дисульфид молибдена как потенциальную замену кремния в электронике.

## Получение
Механическое расщепление кристаллов молибденита остаётся основным методом получение двумерных кристаллов. Впервые тонкие плёнки были получены в университете Манчестера.

## Транзисторы
В 2011 году исследователи из Федеральной политехнической школы Лозанны сообщили о создании транзистора на основе монослойного дисульфида молибдена с подвижностью носителей около 200 см2В−1с−1 при комнатной температуре. В качестве диэлектрического слоя использовался диоксид гафния. Этой подвижности оказалось достаточно для создания простейших интегральных схем транзисторной логики.
На основе гетероперехода германий дисульфид молибдена был реализован туннельный транзистор, обратная подпороговая крутизна у которого меньше (в два раза) теоретической для полевых транзисторов в современных интегральных микросхемах. Данный параметр, который при комнатной температуре равен 60 мВ/декаду, определяет скорость переключения транзистора и энергопотребление, возможность работать при меньших напряжениях на затворе и стоке-истоке.
В 2019 году в Техническом университете гор. Вены были получены образцы полевых транзисторов с каналом из двумерного MoS2, изолированным тонким слоем кристаллического фторида кальция (CaF2) от играющей роль затвора кремниевой пластины (англ. backgate-конфигурация).